# Albert Le Roy
Albert Le Roy (Dampremy, 23 maart 1912 – Deurne, 1 februari 1970) was een Belgisch bas, voornamelijk op het gebied van opera,
Hij kreeg zijn opleiding in Gent bij Leo Van der Haegen en mevrouw Hélène Feltesse-Ocsombre, beiden werkzaam in Gent. In 1934 sloot hij zich aan bij de Opera van Gent, waar hij vijf jaar bleef. Vervolgens maakte hij de overstap naar de Koninklijke Vlaamse Opera in Antwerpen. Hij zong er tot 1954/1955. Hij werd mede bekend door het meezingen in buitenlandse opera’s die naar het Nederlands vertaald waren, zoals Matthias Grünewald van Paul Hindemith. Hij was tijdens zijn loopbaan ook wel eens in het buitenland te vinden.